# Stora Tvättjärnen
Stora Tvättjärnen är en sjö i Bollebygds kommun i Västergötland och ingår i Rolfsåns huvudavrinningsområde.